# بانتيو
بانتيو مدينة قريبة من حدود جنوب السودان مع السودان وهي عاصمة ولاية الوحدة يخدمها مطار بانتيو.

## جغرافيا
تقع بانيتو في جنوب السودان على بعد 450 كم من شمال شرق العاصمة جوبا، على الضفاف الجنوبية لنهر بحر الغزال يحدها من الشرق ملكال وبور ومن الغرب أويل و كواجوك ومن الجنوب رمبيك.

## عدد السكان
كان عدد سكان بانتيو 7,781 نسمة عام 2006 م.

## الاقتصاد
هناك عدة آبار نفط حول بانتيو تستغلها شركات نفط عالمية.

## البنية التحتية
يعاد بناء البنية التحتية لمدينة بانيتو بعد دمارها أثناء الحرب الأهلية.

## التعليم
تم اختيار بانيتو لتكون موقع "جامعة أعالي النيل الغربية"، هذا عهد اقتطعته حكومة الولاية على نفسها بأن تعجل بتأسيس التعليم العالي في ولاية الوحدة.

## وصلات خارجية
1. ↑  GeoNames (بالإنجليزية), 2005, QID:Q830106
2. ↑  "معلومات عن بانتيو على موقع geonames.org". geonames.org. مؤرشف من الأصل في 2019-12-13. {{استشهاد ويب}}: |archive-date= / |archive-url= timestamp mismatch (مساعدة)